# Tulipa faribae
Tulipa faribae (лат.) — вид однодольных растений рода Тюльпан (Tulipa) семейства Лилейные (Liliaceae). Впервые описан группой иранских ботаников в 2007 году.

## Распространение и среда обитания
Эндемик Ирана, распространённый в горной системе Загрос.

## Ботаническое описание
Луковичный геофит.
Края листьев плоские. Стебель до 0,8 см в диаметре.
Листочки околоцветника («лепестки») в основном алые с чёрно-жёлтым пятном, длиной до 10 см.
По мнению авторов описания, Tulipa faribae морфологически близок к виду Tulipa schrenkii, от которого отличается гладкой поверхностью листьев и бо́льшими размерами луковицы, стебля, околоцветника и пыльников. При этом географические ареалы Tulipa schrenkii и Tulipa faribae не пересекаются. По мнению Кристенхуза и соавторов, Tulipa faribae более сходен с изменчивым иранским видом Tulipa systola и может являться его разновидностью или синонимом. Вид признаётся условно, до проведения полноценных сравнительных исследований.